# Тјенвен-1
Тјенвен-1 (акроним TW-1 од енгл. Tianwen-1; кин: 天 問; у преводу потрага за небеском истином) је свемирска сонда  коју је  Свемирска агенција Кине, припремила за  мисију  спуштање на планету Марс. Ова међупланетарна мисија  намењена за слање роботске свемирске летелице на Марс, састоји се од орбитера, расположивих камера, лендера и ровера, са укупно 13 научних инструмената Ова скоро пет тона тешка летелица, једна је од најтежих сонди лансираних на Марс.

## Назив
Тјенвен на кинеском значи „питања у небо“ или „потрага за небеском истином“, а потиче из дугачке истоимене песме коју је написао Ку Јуан (око 340–278. године п. н. е.), један од древних песник Кине.

## Историја
Кина је последњих деценија уложила милијарде долара у свој свемирски програм и први пут је послала човека у свемир 2003. године. Кина је послала  и два ровера  на Месец – један од њих је постао први који је успешно слетео на „далеку страну" Земљиног сателита.
Иако је главни циљ  кинеске владе и њене Свемирска агенције да направи свемирску станицу у Земљиној орбити до 2022. године, планета Марс је увек био изазовна мета за све истраживаче свемира.
Већина мисија  упућених на Марс које су САД, Русија, Европа, Јапан и Индија слале од 1960. године завршиле су неуспехом. У ту трку која се завршила неуспехом уврстила се и Кина  заједно са Русијиом када је 2011. године покушала да освоји Марс. 
Претходник мисије „Тјенвен-1" била је мисија „Тјенугунг-1” (енгл. Tiangong-1; упрош: 天宫一号; трад: 天宮一號; пин: Tiāngōng yī hào): „свемирски лабораторијски модул” од 9,4 тона лансиран 2011. године
Према томе „Тјенвен-1" није први, већ други покушај Кине да дође до Марса. Мисија је успешно започела са места за лансирање свемирских летелица Венчанг 23. јула 2020. године лансирањем ракетног носача.  После 7 месеци транзита кроз космос, летелица је ушла у орбиту око Марса 10. фебруара 2021.  Два месеца би свемирска сонда требало да проучава циљно место из извиђачке орбите, а затим би у мају или јуну 2021. започело слетање капсуле. Наакон спуштања падобраном, летелица би својим погоном глатко слетела на Марс. Тада би се покренуо ровер дизајниран за истраживање површине током 90 марсовских дана. Током овог дела мисије орбитер служи као телекомуникациони релеј током примарне мисије ровера, а затим би се поставио у орбиту погоднију за посматрање, задржавајући своју улогу релеја.

## Опште информације
„Тјенвен-1" је лансиран у јулу 2020. године и према плану лета у орбиту Марса треба да уће у фебруару 2021. године.  План мисије је и слетање на површину Марса, јер пет тона тежак „Тјенвен-1" има и ровер који ће проучавати тло планете Марс, након што се ровер спустити у мају 2021. у „Утопију", област некадашњег великог удара.
Према саопштењу кинеска Свемирска агенција, док се мисија припрема за спуштање на планету Марс,  маја месеца средином фебруара 2021. године сонда„Тјенвен-1" је послала  прву фотографију Марса, начињену са удаљености од 1,1 милион километара од планете.
Мисија ће покушати спустити свој ровер на Марс у мају 2021. године, а ако буде успешна, Кина ће бити трећа земља која ће постићи меко слетање на Марс након Русије и Сједињених Држава, а друга која ће применити ровер. 

## Задатак
Из Кинеске академије за свемирске технологије „Је Пеиђен” поручују да њихова мисија има три циља: 
- да кружи орбитом Марса,[6]
- слети на површину Марса,
- покрене аутономно возило за прикупљање узорака.

Ако кинези успеју у томе, ово ће бити прва светска међупланетарна експедиција која је успела све то да уради једном лансираном сондом.

## Научни циљеви
Научни циљеви мисије односе се на проучавање геологију Марса, тренутне и оне из прошлости, присуство воде, унутрашње структуру планете, идентификација минерала и различитих врста стена на површини, као и карактеристике свемирског окружења и атмосфере Марса.

## Фебруар 2021. гужва око Марса
Мисија Тјенвен-1 била је друга од три свемирске мисије упућене према Марсу у јулу 2020. године, а друге две су мисије националне свемирске агенције Уједињених Арапских Емирата (орбитер Хопе) и Сједињених Држава (Марс 2020 са ровером Персеверанце и беспилотним хеликоптерским дроном).
Око Црвене планете се у фебруару 2021. године направила гужва. После десетина милиона пређених километара, до Марса, прва је стигла мисија Уједињених Арапских Емирата, 24 сата касније придружио се и кинески орбитер, а 18. фебруара стиже и америчка свемирска летелица.
До доласка орбитера УАЕ и Кине, око Марса је кружило шест летелица – три из САД, две из Европе и једна из Индије.

## Слетање на Марс
У 23:18 УТЦ, 14. маја 2021. године, Тјенвен-1 успешно је слетео на унапред одабрано подручје за слетање у јужном делу Марс Утопиа Планитиа. 
Фаза слетања започела је ослобађањем заштитне капсуле у којој се налазио лендер / ровер. Капсула је ушла у атмосферу, након чега је уследила фаза спуштања падобраном, након чега је је коришћен ретро-погон за меко слетање на Марс. 
Дана 19. маја 2021. године, Кинеска национална свемирска управа (ЦНСА) први пут је објавила слике које приказују припрему коначног преноса ровера Џуронг са платформе лендера на тло Марса. На фотографијама се виде соларни панели Џуронг-а који су већ постављени док је Џуронг још увек смештен на лендеру.   Дуго одлагање објављивања првих слика објашњава се кратким временским периодима када су ровер Џуронг и орбитер у радио контакту и могу ефикасно да комуницирају и преносе податке.  